# Blu (tidskrift)
Blu är en tysk tidskrift som utkommer en gång i månaden och som riktar sig till det tyskspråkiga hbtq-samhället i Berlins storstadsområde samt övriga tyska storstäder. Tidningen startade år 1997. I Berlin finns även gaytidningen Siegessäule.